# Joško Duplančić
Joško Duplančić bio je hrvatski nogometaš i bivši igrač Hajduka iz sedamdesetih godina. U Hajduku je proveo od studenog 1974. pa do 1977., i odigrao 20 prvenstvenih utakmica i dao 3 gola (2 Olimpiji i 1 Sarajevu), 4 nastupa za Kup i 16 prijateljskih utakmica s jednim golom.
Prvi nastup ima sezone 1974/75 prottiv Vardara u Skopju 10 studenog 1974 (1:1), a ulazi kao zamjena Vedranu Rožiću. Te sezone odigrao je 3 utakmice i postigao jedan zgoditak (Olimpija-Hajduk, 2:1) i s Hajdukom osvaja prvo mjesto s 48 bodova, a prate ga Vojvodina (45) i Crvena zvezda (40). Sljedeće sezone 1975/76 nema nijednog nastpa (Hajduk završava na 2 mjestu). Tek sezone 1976/77 odigrao je 17 utakmuica uz dva zgoditka. prvi je dao Sarajevu u Sarajevu (3:1) i drugi Olimpiji u Ljubljani (2:1). 
Ovdje je zanimljivo napomenuti da su sve tri prvenstvene utakmice na kojima je postigao gol Hajduk izgubio.
Statistika u Hajduku
| Natjecanje        | Nastupi | Zgoditci |
| ----------------- | ------- | -------- |
| Prvenstvo         | 20      | 3        |
| Kup               | 4       | 0        |
| Superkup          | 0       | 0        |
| Međunarodne       | 0       | 0        |
| Splitski podsavez | 0       | 0        |
| Ukupno            | 24      | 3        |
| Prijateljske      | 16      | 1        |
| Sveukupno         | 40      | 4        |